# Campeonato Europeo de Lucha de 1999
El LI Campeonato Europeo de Lucha se celebró en el año 1999 en tres sedes distintas. Las competiciones de lucha grecorromana en Sofía (Bulgaria), las de lucha libre masculina en Minsk (Bielorrusia) y las de lucha libre femenina en Götzis (Austria). Fue organizado por la Federación Internacional de Luchas Asociadas (FILA) y las correspondientes federaciones nacionales de los países sedes respectivos.

## Resultados

### Lucha grecorromana masculina
| Evento | Oro                            | Plata                          | Bronce                       |
| ------ | ------------------------------ | ------------------------------ | ---------------------------- |
| 54 kg  | Samvel Danielian · Rusia       | Dariusz Jabłoński · Polonia    | Natiq Eyvazov Azerbaiyán     |
| 58 kg  | Armen Nazarian Bulgaria        | Valeri Nikonorov · Rusia       | Karen Mnatsakanian Armenia   |
| 63 kg  | Włodzimierz Zawadzki · Polonia | Akaki Chachua Georgia          | Şeref Eroğlu Turquía         |
| 69 kg  | Alexei Glushkov · Rusia        | Ryszard Wolny · Polonia        | Biser Gueorguiev Bulgaria    |
| 76 kg  | Stoyan Stoyanov Bulgaria       | Tamás Berzicza · Hungría       | Dimitrios Avramis · Grecia   |
| 85 kg  | Hamza Yerlikaya Turquía        | Martin Lidberg · Suecia        | Alexandr Menshchikov · Rusia |
| 97 kg  | Mikael Ljungberg · Suecia      | Ali Molov Bulgaria             | Petru Sudureac · Rumania     |
| 130 kg | Alexandr Karelin · Rusia       | Anastasios Sofianidis · Grecia | Giuseppe Giunta · Italia     |

### Lucha libre masculina
| Evento | Oro                               | Plata                        | Bronce                       |
| ------ | --------------------------------- | ---------------------------- | ---------------------------- |
| 54 kg  | Olexandr Zajaruk · Ucrania        | Ivan Tsonov Bulgaria         | Leonid Chuchunov · Rusia     |
| 58 kg  | Harun Doğan Turquía               | Michele Liuzzi · Italia      | Otar Tushishvili Georgia     |
| 63 kg  | Elbrus Tedeyev · Ucrania          | Serafim Barzakov Bulgaria    | Murad Umajanov · Rusia       |
| 69 kg  | Zaza Zazirov · Ucrania            | Velijan Alajverdiyev · Rusia | Emzar Bedineishvili Georgia  |
| 76 kg  | Adam Saitiyev · Rusia             | Alik Musayev · Ucrania       | Alexander Leipold · Alemania |
| 85 kg  | Mogamed Ibraguimov Macedonia      | Igors Samušonoks Letonia     | Shamil Isayev · Rusia        |
| 97 kg  | Kuramagomed Kuramagomedov · Rusia | Vadym Tasoyev · Ucrania      | Eldar Kurtanidze Georgia     |
| 130 kg | Andrei Shumilin · Rusia           | Aydın Polatçı Turquía        | Sven Thiele · Alemania       |

### Lucha libre femenina
| Evento | Oro                              | Plata                              | Bronce                       |
| ------ | -------------------------------- | ---------------------------------- | ---------------------------- |
| 46 kg  | Inga Karamchakova · Rusia        | Yuliya Voitova · Ucrania           | Farah Touchi Francia         |
| 51 kg  | Marta Wojtanowska · Polonia      | Yelena Yegoshina · Rusia           | Tanja Sauter · Alemania      |
| 56 kg  | Anna Gomis Francia               | Sara Eriksson · Suecia             | Tetiana Lazareva · Ucrania   |
| 62 kg  | Nikola Hartmann-Dünser · Austria | Małgorzata Bassa-Roguska · Polonia | Diletta Giampiccolo · Italia |
| 68 kg  | Lise Legrand Francia             | Ewelina Pruszko · Polonia          | Anita Schätzle · Alemania    |
| 75 kg  | Tetiana Komarnytska · Ucrania    | Elvira Barriga · Austria           | Elmira Kurbanova · Rusia     |

## Medallero
| Núm. | País       | Oro | Plata | Bronce | Total |
| ---- | ---------- | --- | ----- | ------ | ----- |
| 1    | Rusia      | 7   | 3     | 5      | 15    |
| 2    | Ucrania    | 4   | 3     | 1      | 8     |
| 3    | Polonia    | 2   | 4     | 0      | 6     |
| 4    | Bulgaria   | 2   | 3     | 1      | 6     |
| 5    | Turquía    | 2   | 1     | 1      | 4     |
| 6    | Francia    | 2   | 0     | 1      | 3     |
| 7    | Suecia     | 1   | 2     | 0      | 3     |
| 8    | Austria    | 1   | 1     | 0      | 2     |
| 9    | Macedonia  | 1   | 0     | 0      | 1     |
| 10   | Georgia    | 0   | 1     | 3      | 4     |
| 11   | Italia     | 0   | 1     | 2      | 3     |
| 12   | Grecia     | 0   | 1     | 1      | 2     |
| 13   | Hungría    | 0   | 1     | 0      | 1     |
| 13   | Letonia    | 0   | 1     | 0      | 1     |
| 15   | Alemania   | 0   | 0     | 4      | 4     |
| 16   | Armenia    | 0   | 0     | 1      | 1     |
| 16   | Azerbaiyán | 0   | 0     | 1      | 1     |
| 16   | Rumania    | 0   | 0     | 1      | 1     |
|      | TOTAL      | 22  | 22    | 22     | 66    |